# (6552) Higginson
(6552) Higginson est un astéroïde de la ceinture principale.

## Description
(6552) Higginson est un astéroïde de la ceinture principale. Il fut découvert le 5 avril 1989 à l'observatoire Palomar par Eleanor Francis Helin. Il présente une orbite caractérisée par un demi-grand axe de 2,67 UA, une excentricité de 0,14 et une inclinaison de 12,0° par rapport à l'écliptique.

## Compléments